# 漢妮·圖斯堡·卡斯柏札克
漢妮·圖斯堡·卡斯柏札克（丹麥語：Hanni Toosbuy Kasprzak，1957年—）是一名丹麥億萬富豪，其父親在1963年創立的丹麥鞋業公司ECCO的所有者兼董事長。

## 早期生活
漢妮·圖斯堡於1957年出生。她的父親卡爾·圖斯堡於1963年創立了鞋業公司ECCO。

## 職業生涯
卡斯柏札克在完成她的學校教育後加入ECCO。當她只有21歲時，她依照父親的要求，在印度從事品質控制工作。「我在那里待了一年多」，她解釋說，「在工廠一級的學習可能是了解一個企業的最好方式」。在印度之後，她去了德國，並於1997年回到丹麥，擔任ECCO董事長。
卡斯柏札克於2014年3月起成為Sydbank諮詢委員會的成員。

## 個人生活
漢妮·圖斯堡與迪特·卡斯柏札克（Dieter Kasprzak）結婚，後者自2004年以來一直擔任ECCO的總裁。他們的兒子安德烈（André）是一名高爾夫球員，女兒安娜則是一名馬術運動員。